# Mašťov
Mašťov település Csehországban, Chomutovi járásban. Mašťov Radonice, Podbořanský Rohozec, Nepomyšl, Krásný Dvůr, Hradiště és Veliká Ves településekkel határos. Lakosainak száma 574 fő (2024. január 1.).

## Népesség
A település lakosságának változását az alábbi diagram mutatja:
| Lakosok száma | 1775 | 1484 | 1428 | 531  | 594  | 601  | 568  | 570  | 600  | 574  |
|               | 1869 | 1900 | 1921 | 1961 | 1980 | 2011 | 2016 | 2019 | 2021 | 2024 |